# Catherine McCormack
Catherine McCormack (Epsom, Inglaterra, 3 de abril de 1972) es una actriz, productora y directora británica, destacada por su rol de Murron McClannough, esposa de William Wallace, en la película Braveheart (1995) y por su actuación en Dangerous Beauty (1998).

## Biografía
Catherine quedó huérfana de madre a la edad de los 6 años, quedando a cargo de unos parientes y de su padre Len, de origen irlandés. Creció y se educó en el Convento de Nuestra Señora de la Providencia en Alton.
McCormack luego estudió en la Escuela de Arte Dramático de Oxford, graduándose en 1993, a los 21 años.
Su primer trabajo actoral lo realizó en 1994, debutando en la obra  "Loaded/Bloody Weekend", dirigida por Campion; estrenada para el teatro en 1996 en EE. UU.
Mel Gibson la seleccionó para el papel de Murron, la esposa del legendario héroe escocés William Wallace, en Braveheart.  Dicha actuación, por lo demás muy destacable, le abrió las puertas hacia otras esferas cinematográficas y atrajo la mirada de otros directores.
Otra de sus destacadas actuaciones es como la cortesana del siglo XVI en Dangerous Beauty o (Más fuerte que su destino) (1998) donde interpreta a Verónica Franco (historia real), una hermosa mujer que se transforma en cortesana para estar al lado de su amado, que pertenece a la alta prosapia veneciana. Las humillaciones, confabulaciones, desalientos y hechos que padece le hace sopesar cada vez el valor del profundo amor.

## Filmografía
- Braveheart - (Murron McClannough/1995)
- Deacon Brode - (1996)
- Loaded - (Rose/1996)
- Estrella del norte - (Sarah/1996)
- Dancing at Lughnasa - (Christina Mundy/1998)
- Dangerous Beauty - (Verónica Franco/1998)
- The Land Girls - (Stella/1998)
- The Debtors - (1999)
- This Year's Love - (Hannah/1999)
- The weight of water - (2000)
- La sombra del vampiro - (Greta Schroder--'Ellen'/2000)
- Born Romantic - (Jocelyn Joy/2001)
- Spy Game - (Elizabeth Hadley/2001)
- El sastre de Panamá - (Francesca/2001)
- A Rumor of Angels - (Mary Neubauer/2002)
- The Weight of Water - (Jean Janes/2002)
- Cuerdas - (2004)
- El sonido del trueno - (Sonia Rand/2005)
- Renaissance - (Voz de Tasuiev (English version)/2006)
- 28 Weeks Later - (Alice/2007)
- Stevie - (Claire/2008)
- Magic in the Moonlight - (Olivia/2014)